# Damiricus cribripennis
Damiricus cribripennis là một loài bọ cánh cứng trong họ Cleridae. Loài này được Fairmaire miêu tả khoa học đầu tiên năm 1903.